# Johann von Konstanz
Johann von Konstanz (fl. entre 1281-1312 à Constance) est un Minnesänger allemand.
Son œuvre la plus connue est Der werden Minne Lehre composée de 2 500 vers, ce qui en fait l'œuvre la plus riche du genre. On y retrouve des emprunts au Roman de la Rose (dont la première partie fut écrite par Guillaume de Lorris et la seconde, par Jean de Meung) combinés à des motifs antiques, notamment ceux d' Ovide, ainsi que des emprunts par exemple au Lanzelet d'Ulrich von Zatzikhoven.

## Éditions
- Franz Pfeiffer (Hrsg.): Heinzelein von Konstanz. Weigel, Leipzig 1852 (enthält Johanns Der Minne Lehre sowie Heinzeleins Von dem Ritter und von dem Pfaffen und Von den zwei Sanct Johansen; Numérisé)
- Dietrich Huschenbett (Hrsg.): Die Minnelehre des Johann von Konstanz. Nach der Weingartner Liederhandschrift unter Berücksichtigung der übrigen Überlieferung. Reichert, Wiesbaden 2002,  (ISBN 3-89500-274-7)